# Thailänder

Thailand in Südostasien

Thailänder oder Thailänderin (Thai: สัญชาติไทย) ist die Bezeichnung für die Staatsangehörigen des Königreichs Thailand in Südostasien, die gegenwärtig etwa 65 Millionen Menschen zählen. Neben der wichtigsten Ethnie, den Thais, gibt es Vertreter zahlreicher größerer und kleinerer Ethnien (siehe Ethnien in Thailand). Die allermeisten Thailänder sprechen die thailändische Sprache, die trotz regionaler Dialekte landesweit gesprochen und verstanden wird.
Infolge von Auswanderung leben viele Thailänder außerhalb von Thailand. 2023 lebten nach Angaben des Statistischen Bundesamts 109.000 (2. April 2024) Thailänder in Deutschland. Nach der Statistik der Schweizerischen Eidgenossenschaft Schweiz leben 9.524 Thailänder (31. Dezember 2020) in der Schweiz. Nach der Bundesanstalt Statistik Österreich leben 6.522 Thailänder (1. Januar 2021) in Österreich.

## Ethnische Zusammensetzung
Der auf Thailand spezialisierte Anthropologe Charles Keyes gliedert die thailändische Bevölkerung in „echte Thai“, „regionale Thai“, „assimilierte Thai“ und ethnische Minderheiten. Als „echte Thai“ bezeichnet er die Thai, die zu Hause Standardthai oder zentralthailändische Dialekte sprechen. Ihren Anteil an der einheimischen Bevölkerung gibt er mit 36 % an. Die „regionalen Thai“ sprechen deutlich vom Zentralthailändischen abweichende Dialekte bzw. Regionalsprachen und pflegen eigene kulturelle Traditionen, werden aber infolge der nationalen Integration auch als Thai betrachtet. Sie stellen insgesamt 46 % der Bevölkerung, die sich folgendermaßen zusammensetzen: 27 % Khon Isan (Nordost-Thai; historisch gesehen ethnische Lao), 10 % Khon Mueang (Nord-Thai oder Tai Yuan), 8 % Khon Pak Tai (Süd-Thai) sowie 1 % sonstige Tai-sprachige Völker (z. B. Phu Thai, Phuan, Tai Lü). Als „assimilierte Thai“ betrachtet er die Sino-Thailänder (Nachfahren chinesischer Einwanderer), die zu Hause Standardthai sprechen (6,5 %) und Menschen, die in der Familie eine Mon-Khmer-Sprache (vor allem nördliches Khmer) sprechen, aber gegenüber Außenstehenden auch fließend Standardthai beherrschen (2,5 %). Im weiteren Sinne sind also 91 % der Thailänder „Thai“.
Wirkliche ethnische Minderheiten, die sich in kultureller und sprachlicher Hinsicht deutlich von der Mehrheitsbevölkerung unterscheiden und von dieser teilweise als „problematische Thailänder“ angesehen werden, sind die nicht assimilierten Chinesen (2 %), Malaien (6 %) und „Bergvölker“ (1 %).

## Liste der Ethnien
- Akha
- Bru
- Cham
- Chinesen (meist Chaozhou und Hakka)
- Chong
- Hmong
  - Hmong Daw („Weiße Hmong“)
  - Hmong Njua („Grüne/Blaue Hmong“)
- Kaleun
- Karen
  - Kayah
  - Pwo-Karen
- Khmer
- Khmu
- Kuy
- Lahu
- Lao
  - Lao Khrang
  - Lao Lom
  - Lao Song
  - Lao Wiang
- Lawa
- Lisu
- Malaien
- Mani (Negritos)
- Mlabri
- Moken
- Mon
- Nyahkur (Nyah Kur, Chao-bon)
- Nyaw
- Palaung (De'ang)
- Pear
- Phai
- Phunoi
- Phu Thai
- Phuan
- Saek
- Sam-Sam[2]
- Sa'och
- Shan
  - Tai Kham Ti
- Sô
- Tai Dam
- Tai Lü (Lü)
- Tai Nüa
- Thai
  - Khorat-Thai
  - Isan
  - Süd-Thai
  - Tai Yuan
  - Zentral-Thai
- Urak Lawoi
- Vietnamesen
- Yao (Iu-Mien)
- Yi (Lolo)
- Yong

## Bevölkerungsentwicklung
Siehe Hauptartikel: Thailand#Bevölkerung

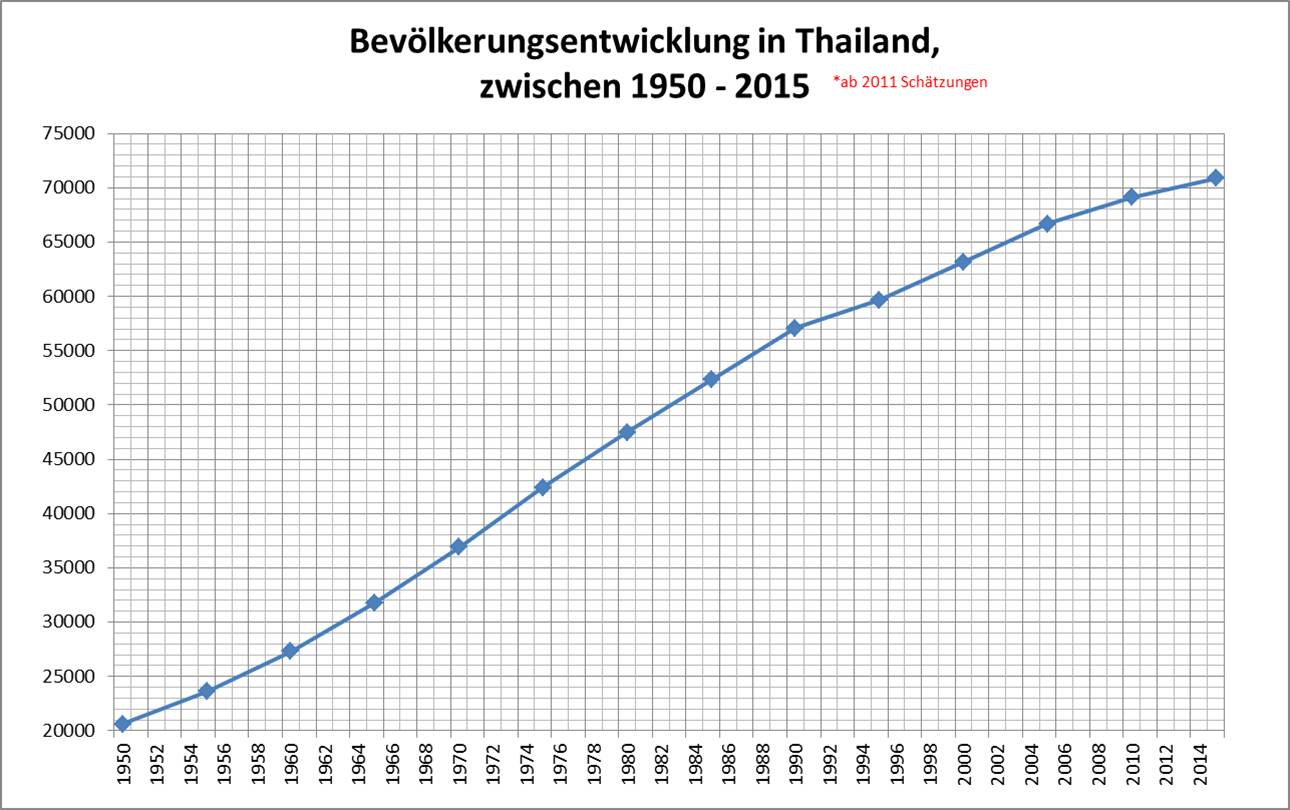
Bevölkerungsentwicklung von Thailand